# Herbert Müller (Politiker, 1944)
 Herbert Müller (* 15. November 1944 in Memmingen) ist ein bayerischer Politiker der SPD.

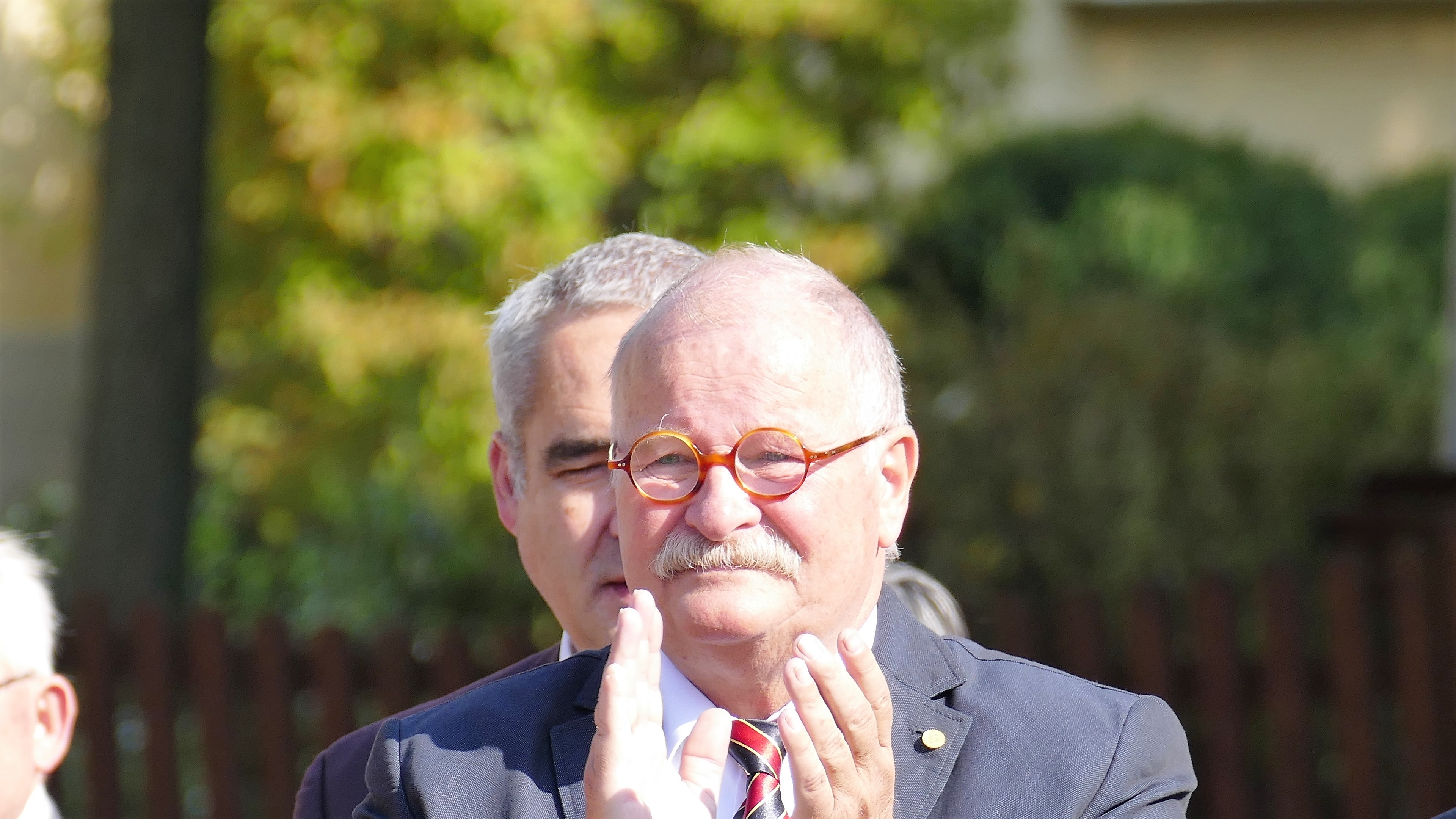
Herbert Müller

## Leben
Nach der Oberrealschule mit dem Abschluss der Mittleren Reife besuchte Herbert Müller die Kunstschule. Er wurde Fachlehrer für Kunsterziehung und Werken an der Bismarckschule Memmingen. Neben der parteipolitischen Arbeit ist Müller aktiv im Bund Naturschutz und der Evangelischen Landessynode in Bayern. Er ist verheiratet und hat zwei Kinder.

## Kirchliche Arbeit
Herbert Müller begann seine Arbeiten für die Allgemeinheit in der evangelischen Kirche. So war er Jugendleiter in Memmingen, Vorsitzender der Jugend im Dekanat Memmingen, von 1966 bis 1970 der Vorsitzende des Leitenden Kreises der evangelischen Jugend in Bayern, von 1970 bis 1974 der evangelischen Jugend in Bayern. Des Weiteren war er Mitglied der Landesjugendkammer der evangelischen Kirche in Bayern. Als Mitglied der Arbeitsgemeinschaft der evangelischen Jugend in Deutschland war er im selben Zeitraum beteiligt. Als Delegierter der EKD war er im Zentralausschuss des Weltkirchenrates von 1970 bis 1976. Als Kirchenvorstand in Memmingen wirkte er ebenfalls bereits zum Allgemeinwohl bei. Zum Mitglied der Landessynode der evangelischen Kirche in Bayern wurde er von 1972 bis 1978 und von 1994 bis 2008 gewählt. Mitglied der EKD-Synode war er von 1997 bis 2003.

## Politik
Herbert Müller ist seit 1971 Mitglied der SPD und war von 1972 bis 2020 Stadtrat in seiner Heimatstadt Memmingen. Er ist Initiator des Memminger Freiheitspreises 1525.
Für seine Partei war er vom 2. Juni 1984 bis zum September 2008 Abgeordneter des Bayerischen Landtags und von 1994 bis Mai 2001 Parlamentarischer Geschäftsführer der SPD-Landtagsfraktion. 1984 rückte er für den ausgeschiedenen Alfons Braun ins Parlament nach. Im Bayerischen Landtag vertrat er die Fraktion im Ausschuss für Umweltschutz und Verbraucherschutz und im Untersuchungsausschuss „Wildfleischskandal“ des Landtags. Bis zum 5. April 2006 war Müller umwelt- und verbraucherschutzpolitischer Sprecher der Fraktion, bis diese den Münchener SPD-Abgeordneten Ludwig Wörner zu seinem Nachfolger wählte. In seiner Mandatszeit war er unter anderem stellvertretender Vorsitzender des Untersuchungsausschusses „Wildfleischskandal“. Des Weiteren war er stellvertretender Fraktionsvorsitzender von 1990 bis 1998.
Zur Landtagswahl in Bayern 2008 stand er nicht mehr zur Wahl.
Auch in der SPD in Bayern und der SPD Deutschland hatte Herbert Müller mehrere Posten inne. So war er von 1978 bis 1998 Unterbezirksvorsitzender der SPD Memmingen-Unterallgäu, im Bezirksvorstand Schwaben von 1995 bis 2005, Mitglied des Landesvorstandes Bayern von 1993 bis 2003, Mitglied des Präsidiums Bayern von 1999 bis 2003, Mitglied des Parteirates der SPD Deutschland von 1997 bis 2005.

## Ehrenämter
Herbert Müller war in mehreren Ehrenämtern tätig. So war er Organisator und Leiter der Ferienaktionen der Stadt Memmingen von 1968 bis 1972. Er war ebenso Gründungsmitglied uns Sprecher der Bürgerinitiative Antonierhausretten – Memmingen bewahren, welche von 1983 bis 1984 existierte. Ebenso war er Gründer und Sprecher der Bürgerinitiative Schutzgemeinschaft Iller von 1984 bis 1985. Den Vorsitz des Kinderfestausschusses Memmingen hatte er von 1975 bis 1995 inne. In dieser Zeit wurde das Kinderfest vor allem auf sein Bestreben reformiert und hat seine heutige Gestalt erhalten. Auf seine Bestrebungen wurde auch die Städtepartnerschaft zwischen Memmingen und der Partnerstadt Lutherstadt Eisleben geschlossen. Hierfür kämpfte er seit 1986 bis zur offiziellen Partnerschaft 1990. Die zwölf Bauernartikel von 1525 lagen ihm besonders am Herzen, weshalb er als Initiator des Kuratoriums zwölf Bauernartartikel und als deren Sprecher seit der Gründung des Memminger Freiheitspreises 1525 agiert.

## Ehrungen
Müller wurde mit dem Bayerischen Verdienstorden und der Bayerischen Verfassungsmedaille in Gold ausgezeichnet. Ebenso erhielt er die Verfassungsmedaille in Silber. Im April 2020 entschied der Stadtrat Memmingen einstimmig, Müller zum Ehrenbürger zu ernennen. Des Weiteren ist er Träger der Georg von Vollmar-Medaille, der höchsten Ehrung der bayerischen SPD, sowie des Ehrenrings der Stadt Memmingen, des Stadtsiegels Memmingen, dem Kasimier der Stadt Memmingen und der Memminger Kinderfest Medaille.